# Queen Rocks
Albums de Queen
Made in Heaven
(1995) Greatest Hits III
(1999)
Singles
1. No-One But You (Only The Good Die Young)
Sortie : 1997

Queen Rocks est une compilation du groupe Queen, sortie en 1997. Elle contient les meilleurs titres hard du groupe, ainsi qu'une chanson inédite No-One But You (Only The Good Die Young) composée en 1997 en hommage au chanteur Freddie Mercury, décédé en 1991.

## Liste des titres
1. We Will Rock You
2. Tie Your Mother Down (version single)
3. I Want It All (nouveau mix)
4. Seven Seas Of Rhye
5. I Can't Live With You (1997 'Rocks' Retake) (nouveau mix)
6. Hammer to Fall (version album)
7. Stone Cold Crazy
8. Now I'm Here
9. Fat Bottomed Girls (version album)
10. Keep Yourself Alive
11. Tear It Up
12. One Vision (version album)
13. Sheer Heart Attack
14. I'm in Love with My Car (nouvelle intro)
15. Put Out The Fire
16. Headlong
17. It's Late
18. No-One But You (Only The Good Die Young) (chanson inédite, chantée par Brian May et Roger Taylor)